# Iglesia de Nuestra Señora de la Encarnación (Vélez-Rubio)
La iglesia de Nuestra Señora de la Encarnación es un edificio de la localidad española de Vélez-Rubio, en la provincia de Almería.

## Descripción
El templo, construido en ladrillo a cara vista sobre basamento de piedra de sillería, forma un conjunto armónico y majestuoso, de grandes dimensiones. La obra data de 1753 y es un ejemplo muy interesante de la transición entre el final del Barroco y la etapa neoclásica. Destacan dos esbeltas torres y las fachadas labradas en piedra. La iglesia es de planta rectangular, dividida en tres naves, posee una esbelta cúpula iluminada por artísticas vidrieras. El interior cuenta con varios retablos. Se halla situada en un privilegiado emplazamiento de la población, en el centro del plano urbanístico del siglo XVIII.

## Estatus patrimonial
El 15 de enero de 1982 fue declarada monumento histórico-artístico, mediante un real decreto publicado el 24 de marzo de ese mismo año en el Boletín Oficial del Estado, con la rúbrica de Juan Carlos I y de la entonces ministra de Cultura Soledad Becerril. En la actualidad está considerada Bien de Interés Cultural.